# Armando José María Rossi
Armando José María Rossi OP (ur. 14 kwietnia 1945 w Buenos Aires) – argentyński duchowny rzymskokatolicki, w latach 2001–2020 biskup Concepción.

## Życiorys
W 1963 wstąpił do zakonu dominikanów i w nim 14 kwietnia 1968 złożył śluby wieczyste. Święcenia kapłańskie przyjął 20 grudnia 1970. Był m.in. promotorem formacji ciągłej w prowincji argentyńskiej zakonu (1991-1995), wikariuszem biskupim ds. duszpasterstwa aborygenów, a także członkiem kolegium konsultorów diecezji Orán.

### Episkopat
14 listopada 2000 papież Jan Paweł II mianował go biskupem koadiutorem diecezji Concepción. Sakry biskupiej udzielił mu 22 grudnia tegoż roku abp Mario Antonio Cargnello. 28 lipca 2001 przejął rządy w diecezji.
19 marca 2020 przeszedł na emeryturę.